# El Colorado (Santiago del Estero)
El Colorado es una localidad del departamento Juan Felipe Ibarra en la provincia de Santiago del Estero, ubicado a 37 km de la ciudad de Quimilí.
Experimenta un rápido crecimiento debido a la producción sojera de la zona. Cuenta con numerosas instituciones que ayudan a organizar la vida del pueblo y que hacen que este se diferencie de muchas otras localidades del interior provincial. La mayoría de los habitantes es santiagueña aunque hay una interesante proporción de chaqueños por la cercanía con la provincia del Chaco.

## Población
Cuenta con 735 habitantes (Indec, 2010), lo que representa un incremento del 75,4% frente a los 419 habitantes (Indec, 2001) del censo anterior.
| Gráfica de evolución demográfica de El Colorado entre 1991 y 2010 |
|                                                                   |
| Fuente: Censos nacionales del INDEC                               |